# Inkaoropendola
Inkaoropendola (Psarocolius atrovirens) är en fågel i familjen trupialer inom ordningen tättingar.

## Utseende och läte
Inkaoropendola är en medelstor oropendola med jämnt olivgrön fjäderdräkt, mörkt öga och ljus näbb. Den är mindre än liknande rostryggig oropendola, med mörkare olivgrönt huvud. Sången består av en varierande serie fyllinga visslingar och poppande ljud. Även ljudliga "chak" kan höras.

## Utbredning och systematik
Fågeln förekommer i Anderna i sydöstra Peru och nordvästra Bolivia. Den behandlas som monotypisk, det vill säga att den inte delas in i några underarter.

## Levnadssätt
Inkaoropendolan hittas i bergsskogar. Där ses den oftast vid skogsbryn eller flygande ovan trädtaket. Fågeln häckar i kolonier och väver hängande bon.

## Status och hot
Arten har ett stort utbredningsområde, men tros minska i antal, dock inte tillräckligt kraftigt för att den ska betraktas som hotad. Internationella naturvårdsunionen IUCN listar arten som livskraftig (LC).